# Storia della Lettonia
Terra anticamente abitata da popoli nomadi dediti alla pesca e alla caccia, la Lettonia fu colonizzata dai Livoni, popolo di ceppo ugrofinnico, ai quali si aggiunsero i Lettoni, una popolazione indoeuropea. I Cavalieri portaspada iniziarono la conversione delle popolazioni locali al cristianesimo agli inizi del XIII secolo. La Confederazione della Livonia ("Terra Mariana") fu una confederazione di stati che nacque nel 1228 e durò fino al 1560.
La Confederazione polacco-lituana congiunse le province di Letgallia e Livonia a Nord del fiume Daugava nel 1561, mentre le province di Curlandia e Semigallia, furono unite nel Ducato di Curlandia, stato indipendente sotto la sfera d'influenza della Regno di Polonia e Granducato di Lituania.
L'Impero svedese nel 1621 conquistò Riga e la provincia di Livonia, perdendole nel 1721, durante le Guerre del Nord, finendo così nella sfera d'influenza dell'Impero russo.
Il 18 novembre 1918, poco dopo la resa della Germania, la Lettonia proclama l'indipendenza. Il 23 agosto 1939 la Germania nazista e l'URSS firmarono il patto Molotov-Ribbentrop, che poneva la Lettonia nella sfera di influenza sovietica. Il 4 maggio 1990 venne emanata una dichiarazione di indipendenza transitoria, che divenne definitiva il 21 agosto 1991, data in cui il Paese riconquistò la propria indipendenza dall'Unione Sovietica. Il 29 marzo 2004 è entrata a far parte anche della NATO.

## Preistoria

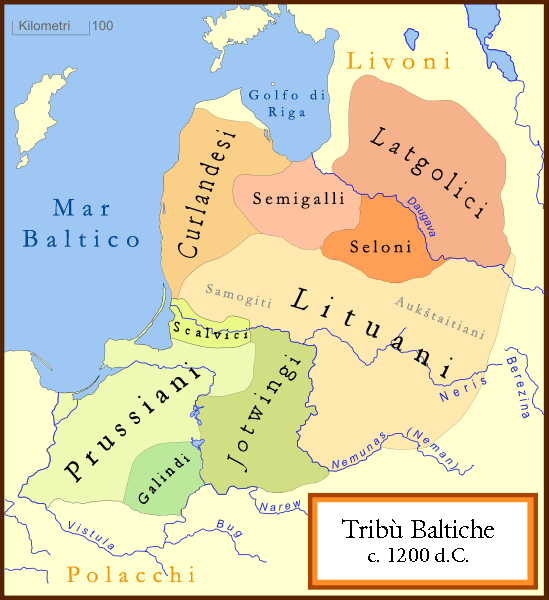
Le Tribù Baltiche attorno al 1200 d.C.

I proto-Balti furono gli antenati dei popoli Lettoni che vissero sulla costa orientale del Mar Baltico dal III millennio a.C..
All'inizio di questa era, il territorio conosciuto oggi come Lettonia divenne famoso come crocevia di commerci. La famosa "via variago-greca" menzionata in antiche cronache, che si estendeva dalla Scandinavia attraverso il territorio lettone attraverso il fiume Daugava fino all'antica Rus' di Kiev e l'Impero bizantino.
Gli antichi Balti partecipavano attivamente alla rete del commercio. In tutta Europa, le coste lettoni erano conosciute come luoghi pieni d'ambra. Per tutto il Medioevo, l'ambra era in diversi luoghi considerata più preziosa dell'oro, l'ambra lettone era conosciuta già ai tempi dei Romani e prima ancora dai Greci.
Nel X secolo d.C., gli antichi Balti cominciarono a formare dei piccoli regni tribali. Gradualmente, si svilupparono quattro culture tribali baltiche: i Curlandi, i Letgalli, i Selonici ed i Semigalli.
La tribù maggiore era quella dei Letgalli, che era anche la più avanzata dal punto di vista dello sviluppo sociopolitico. Nel XI e XII secolo, i Curlandi diedero vita ad una massiccia campagna di invasioni nel territorio circostante il loro insediamento, depredando e massacrando i popoli vicini.
Sulla costa occidentale del Mar Baltico, vennero conosciuti come Vichinghi Baltici, mentre i Selonici ed i Semigalli divennero prosperi contadini che vivevano in pace gli uni con gli altri.

## Medioevo

La Confederazione di Livonia nel 1260.

A causa della sua posizione strategica, il territorio lettone è sempre stato invaso dalle nazioni maggiori che premevano ai suoi confini, e questa perenne situazione ha influito per sempre sulla vita e sul destino del Paese e dei suoi abitanti.
Alla fine del XII secolo, la Lettonia era spesso visitata dai commercianti europei occidentali, che compivano i loro viaggi d'affari navigando sul fiume Daugava, che arrivava fino in Russia. Il passaggio al XIII secolo vide l'arrivo dei primi commercianti tedeschi, cui seguirono ben presto i primi preti cattolici accorsi per convertire i popoli baltici, tuttora pagani, e quelli ugro-finnici, appena giunti in quelle zone.
Tuttavia, i Baltici resistettero alla conversione, ed in virtù di ciò, il papa decise di inviare una crociata per risolvere la questione. Tale crociata, e quelle successive, furono poi chiamata, per distinguerle dalle altre che avvennero in Medio Oriente, crociate del Nord.
Intanto, i tedeschi fondarono Riga nel 1201, e gradualmente divenne la maggiore e più bella città che si affacciasse sul Mar Baltico. Ma l'arrivo dei Cavalieri teutonici pose fine al periodo delle quattro grandi tribù lettoni.
Nel XIII secolo, la Confederazione della Livonia ("Terra Mariana") si sviluppò sotto il protettorato tedesco includendo anche la Lettonia e l'Estonia. Nel 1282, Riga e successivamente Cēsis, Limbaži, Koknese e Valmiera entrarono a far parte dell'Organizzazione Mercantile della Germania Settentrionale, meglio conosciuta come Lega Anseatica. Da questo momento, Riga divenne un importante punto di riferimento per il commercio tra Est ed Ovest, pur agganciandosi definitivamente all'Europa occidentale.

## Età moderna

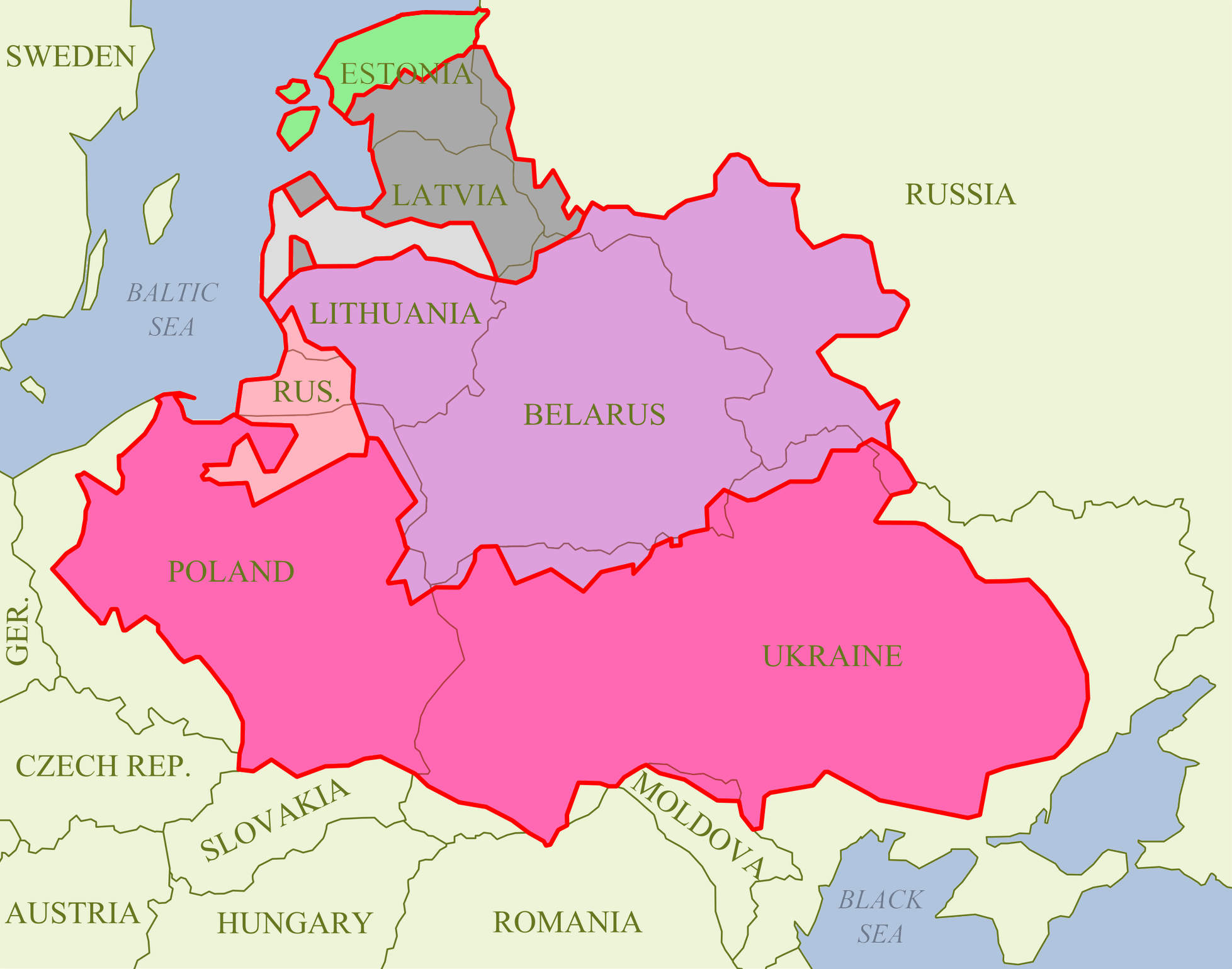
L'unione polacco-lituana fino al 1618

La fine del XV secolo fu un periodo di grandi cambiamenti per gli abitanti della Lettonia, che risultarono poi decisivi per la riforma ed il definitivo tracollo della loro nazione. Dopo la prima Guerra del Nord (1558-83), l'odierno territorio lettone era parte integrante dell'Unione Polacco-Lituana. La fede luterana fu accettata nelle regioni di Kurzeme, Zemgale e Vidzeme, mentre quella cattolica restò nella regione di Letgallia, e così sono rimaste fino ai giorni nostri.
Nel XVII secolo, il Ducato di Curlandia, precedentemente parte della Lettonia, conobbe un periodo di boom economico: fondò due colonie – un'isola nell'estuario del fiume Gambia (in Africa) e l'isola di Tobago (nel Mar dei Caraibi). Ancora oggi, l'onomastica di quei luoghi rivela tale colonizzazione.
Nel 1621, durante la guerra dei Trent'Anni (1618-48), Riga fu conquistata dalla Svezia e divenne la più florida e progredita città svedese. Durante questo periodo, Vidzeme fu conosciuta come il “Cestino del Pane Svedese”, poiché forniva, più di tutte le altre città svedesi, le riserve di grano della nazione. Il resto della Lettonia restò sotto controllo polacco, fino alla seconda spartizione di quel regno, avvenuta nel 1793, quando i territori lettoni divennero russi.
La nascita della nazione lettone avvenne sul finire del XVII secolo, quando le varie popolazioni (Curlandi, Latgalli, Selonici, Semigalli ed infine i Livoni (di origine ugro-finnica, e che nella loro lingua si chiamavano lībieši o līvi), si dedicarono finalmente a dare una cultura unificata alla loro nazione – i Lettoni (latvieši), che parlavano una lingua comune chiamata “lingua lettone” (latviešu valoda).

## Età contemporanea

### Governatorati baltici
Nel 1700, esplose la grande guerra del nord, le cui sorti avrebbero deciso quelle del territorio lettone, il cui possesso era rivendicato dall'Impero russo. Il primo obiettivo russo era Riga, ormai una delle più importanti città europee; lo zar Pietro I riuscì prima a conquistare Vidzeme, poi da lì puntò su Riga, che cadde poco dopo. Con la fine della guerra, e la spartizione polacca, tutto il territorio lettone passò alla Russia
La servitù della gleba fu quindi abolita in Curlandia nel 1818 ed a Vidzeme nel 1819. Nel 1849, fu emanata una legge che garantiva una base legalitaria per la creazione di fattorie di proprietà dei piccoli agricoltori. Queste riforme giunsero molto più tardi in Letgallia, dove la servitù della gleba fu abolita solo nel 1861. Le industrie si svilupparono velocemente ed il numero di abitanti aumentò considerevolmente. La Lettonia divenne una delle province più popolate della Russia
Nel XIX secolo, il primo Risveglio Nazionale Lettone cominciò a diffondersi nelle menti degli intellettuali lettoni, nell'arco di un risveglio nazionalistico che attraversò tutta l'Europa di quegli anni. Questa corrente fu supportata prima dai "Giovani Lettoni" (jaunlatvieši) tra il 1850 ed il 1880. Ma questo portò anche ad un primo motivo di contrasto con i Germani Baltici.
Con l'impoverimento delle aree rurali e la crescita dell'urbanizzazione, nacque un movimento di sinistra chiamato Nuova Corrente (jaunā strāva), guidato da Rainis e da Pēteris Stučka, redattori del giornale Dienas Lapa; questo movimento fu subito influenzato dal marxismo e portò alla nascita del Partito Social-Democratico del Lavoro.
La Lettonia del XX secolo attraversò anche una fase di forte scontento popolare che sfociò nella Rivoluzione del 1905.

### Indipendenza

Bandiera della Repubblica di Lettonia

L'idea di una Lettonia indipendente cominciò a concretizzarsi agli inizi del 1900, e fu aiutata anche dall'esito della prima guerra mondiale; il territorio lettone fu direttamente coinvolto nella guerra tra Russia e Germania. Il reparto di Fucilieri lettoni (latviešu strēlnieki) è rimasto famosa per il coraggio ed il valore con cui combatterono i tedeschi. Durante la Guerra civile russa (1917-1922), i lettoni combatterono divisi nei due eserciti, ma il grosso dei fucilieri lettoni confluì nei Fucilieri Lettoni Rossi (Latviešu sarkanie strēlnieki), schierati assieme ai Bolscevichi. Nell'autunno del 1919, la divisione rossa lettone partecipò in alcune grandi battaglie contro l'Armata Bianca guidata dal generale russo Anton Denikin ed alla fine della guerra ottennero il più grande riconoscimento militare dell'epoca, la Bandiera Rossa d'Onore di Vtsik.
La Lettonia, comunque, era stata unita nel Ducato Baltico Unito, uno degli stati creati dal trattato di pace con l'Impero russo del 1917, ma durò solo un anno, perché con la sconfitta tedesca, tutti gli stati satelliti creati in territorio russo furono smantellati. Con la firma dei trattati di pace del 1918, dunque, nasce finalmente, la Lettonia indipendente, tanto che ancora oggi la festa per l'indipendenza è proprio lo stesso giorno dei trattati di pace, ossia il 18 novembre. La prima grande potenza che riconobbe l'indipendenza e l'esistenza stessa della Lettonia fu la Repubblica Socialista Sovietica Federata il 20 agosto del 1920, che si impegnava a rispettare la sovranità lettone e ne riconosceva i confini.
Sei mesi dopo, la Lettonia fu riconosciuta anche dagli altri Paesi della comunità internazionale (26 gennaio 1926) ed il 22 settembre di quello stesso anno la Lettonia fu ammessa nella Lega delle Nazioni.
La crisi economica del 1929 che colpì tutto il mondo non risparmiò la giovane nazione baltica, già messa a dura prova dall'inesperienza democratica, ed il 15 maggio 1934, il Primo Ministro Kārlis Ulmanis, uno dei padri dell'indipendenza lettone, attuò un colpo di Stato senza spargimenti di sangue, chiudendo sia il Parlamento (in lettone, Saeima) sia tutti i partiti politici.
Queste misure drastiche si dimostrarono però efficaci, e sorprendentemente la Lettonia riuscì a raggiungere uno standard di vita elevatissimo per l’epoca. Fu proprio questo a permettere al primo ministro Kārlis Ulmanis di esercitare un potere incontrastato senza che nessuno sentisse il desiderio di ribellarsi.

### Seconda guerra mondiale
Il 23 agosto del 1939, ad una settimana esatta dallo scoppio della seconda guerra mondiale, l'Unione Sovietica e la Germania nazista firmarono il patto Molotov-Ribbentrop che garantiva alla prima libertà d'azione sui paesi baltici (Lettonia, Estonia, Lituania e Finlandia) oltre alla parte orientale della Polonia, mentre ai tedeschi garantiva il non-intervento russo nel conflitto imminente. La prospettiva lettone di una invasione russa si fece dunque sempre più forte e così i tre paesi baltici interessati, firmarono un accordo di reciproco aiuto in caso di invasione.
Ma mentre i tedeschi entravano a Parigi (10 maggio 1940), il ministro degli esteri sovietico Molotov accusò i paesi baltici di cospirare contro l'Unione Sovietica. Il 16 giugno del 1940, l'URSS lanciò un ultimatum ai governi di Lettonia, Lituania ed Estonia, chiedendo lo stazionamento di truppe dell'Armata Rossa nel proprio territorio. La Lettonia si preparò a resistere, ma i Sovietici il giorno prima avevano già occupato prontamente la Lituania; consapevoli che il proprio esercito si trovava al confine orientale, mentre ora i russi premevano da nord, la Lettonia dovette accettare le condizioni dell'ultimatum. I sovietici entrarono il giorno successivo (17 giugno). Un mese dopo si tennero i plebisciti per le annessioni, che furono confermate. Il 5 luglio del 1940, la Lettonia subì l'occupazione sovietica e divenne provincia sovietica.
Nella primavera del 1941 cominciarono le prime deportazioni sovietiche di dissidenti. Il generale Ivan Serov, già Compagno Commissario della Pubblica Sicurezza dell'Unione Sovietica, firmò il cosiddetto Ordine No. 001223 "Riguardante la Procedura per la cattura e la deportazione di elementi anti-sovietici dal Lituania, Lettonia ed Estonia." Nella notte tra il 13 ed il 14 giugno 1941, 15 424 persone furono catturate (tra cui 1 771 Ebrei e 742 lettoni di etnia russa) e deportate nei gulag in Siberia; alla fine del primo anno di governo russo, si superarono le 35 000 deportazioni nella sola Lettonia, 131.500 se si contano quelle in Lituania ed Estonia. L'invasione nazista, iniziata una settimana dopo, pose un freno a queste misure.

### Occupazione nazista e rioccupazione sovietica
Le truppe naziste entrarono a Riga il primo di luglio del 1941; dopo l'instaurazione dell'autorità tedesca, iniziarono i nuovi massacri, stavolta in pieno territorio lettone: ebrei e rom furono uccisi in massicce quantità, soprattutto a Rumbula. Questi massacri videro la partecipazione anche di diversi collaborazionisti lettoni, che formarono addirittura un'unità vera e propria, il famigerato Commando Arājs, che da solo si rese responsabile della morte di oltre 26.000 ebrei, e di oltre 2.000 membri dei partiti di sinistra. Alla fine del 1941, la popolazione ebraica lettone era completamente scomparsa dal territorio.
Nonostante la repressione totale nazista, anche in Lettonia nacque la Resistenza, divisa in due schieramenti: il Comitato Centrale Lettone, che sperava in una nuova indipendenza sia dai tedeschi che dai russi, e dal Movimento Partigiano Lettone (латвийский штаб партизанского движения), che sosteneva invece l'unione con l'U.R.S.S..
Tra il 1943 ed il 1944, fu formata la Legione Lettone delle S.S. Combattenti, composta da volontari nazionali intenzionati a combattere al fianco della Germania nazista contro l'Armata Rossa. Nel 1944, quando i Russi ormai erano rilanciati nella loro Grande Guerra Patriottica, come sarebbe stata ricordata, tutto lasciava intendere il loro ritorno in Lettonia, che puntualmente avvenne. Anzi, si capì subito che i Russi avevano sì liberato la provincia, ma non vi avevano rinunciato. La Lettonia così, tornò ad essere provincia sovietica anche dopo la guerra.

## Il dopoguerra

### Lettonia Sovietica

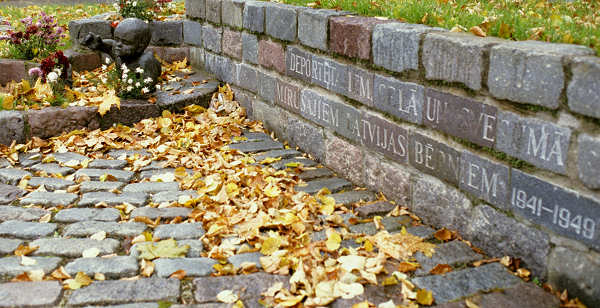
Riga: Memoriale a ricordo dei bimbi morti deportati negli anni 1941-1949

Le purghe del dopoguerra ripresero dove si erano interrotte: altri 120.000 lettoni furono deportati nei Gulag siberiani, altri 130.000 emigrarono in Occidente per sfuggire alla cattura, ed il 25 marzo del 1949 altri 43.000 furono deportati ancora una volta in Siberia.

Bandiera della Lettonia Sovietica.

Tutte le libertà delle minoranze furono represse, e fu ufficialmente imposto il bilinguismo, limitando le solo lingue riconosciuto al russo ed al lettone.
L'economia lettone fu obbligata a farsi sovietica, e tutte le riforme degli anni venti e trenta del XX secolo furono abolite. Le comunità rurali dovettero cedere alla collettivizzazione.
Ciononostante, visto che molte infrastrutture lettoni erano rimaste in buone condizioni, e che da lì provenivano molti specialisti, il governo di Mosca decise la creazione di molte industrie manifatturiere nella provincia lettone: raffinerie, industrie di macchinari e stabilimenti elettrotecnici furono aperti un po' ovunque nel territorio baltico. Questo spinse molti lavoratori russi in cerca di lavoro a trasferirsi in quella provincia, provocando un'alterazione nel rapporto tra lettoni e russi in territorio lettone. Oggi, la popolazione della Lettonia è composta al 60% da lettoni veri e propri (2.375.000), mentre il restante 40% è formato da diverse etnie, tra le quali quella russa è la più numerosa.

### La dissoluzione dell'URSS
Le prime aperture sovietiche alla liberalizzazione dei mercati, nella seconda metà degli anni ottanta del XX secolo, portarono in Lettonia alla nascita di diverse organizzazioni sociopolitiche: Tautas Fronte (Fronte Popolare Lettone), Latvijas Nacionālās Neatkarības Kustība (Movimento dell'Indipendenza Nazionale) ed il Pilsoņu Kongress (Congresso dei Cittadini Lettoni). La caratteristica comune di questi gruppi è che tutti chiedevano l'indipendenza dall'Unione Sovietica.

### Indipendenza della Lettonia
Il 23 agosto del 1989 correva il 50º anniversario della firma del patto Molotov-Ribbentrop ed i popoli dei tre Paesi baltici coinvolti (Lettonia, Estonia e Lituania) formarono una catena umana di 600 chilometri, che univa le tre capitali: Tallinn, Riga e Vilnius. L'iniziativa, che vide la massiccia partecipazione di oltre due milioni di persone (su una popolazione totale di nemmeno nove milioni di abitanti), fu chiamata Baltic Way (Baltijas ceļš in lettone, Balti kett in estone, Balijaos kelias in lituano). Gli organizzatori della manifestazione, il Fronte Popolare Lettone, il Fronte Popolare Estone e il movimento Sąjūdis lituano riuscirono nella straordinaria impresa di coordinare centinaia di migliaia di persone dislocandole su uno spazio di oltre 600 chilometri, creando un segno tangibile e non violento della volontà di indipendenza dei popoli baltici. Fu un gesto che colpì l'opinione pubblica mondiale, che si rese conto del desiderio indipendentista dei tre paesi.
Il definitivo passo verso l'indipendenza lettone avvenne dopo il crollo del Muro di Berlino; il 4 maggio 1990, il primo governo liberamente eletto dopo gli anni trenta del XX secolo, varò una dichiarazione d'indipendenza che si sarebbe sancita dopo un periodo di transizione. Il 21 agosto 1991 il parlamento votò la fine di quel periodo e il 6 settembre 1991, l'indipendenza fu riconosciuta dalla stessa Russia.

### L'ingresso nell'Unione Europea
Ottenuta l'indipendenza, la Lettonia entrò subito nelle Nazioni Unite. Nel 1992 aderì al Fondo Monetario Internazionale e nel 1994 divenne membro esterno della NATO, avvicinandosi definitivamente verso l'Unione europea. La Lettonia fu anche il primo paese baltico ad entrare nell'Organizzazione Mondiale del Commercio.
Alla fine del 1999, l'Unione europea riunita ad Helsinki, in Finlandia formalizzò la richiesta di ingresso della Lettonia. Nel settembre 2003 il popolo lettone chiamato alle urne votò l'ingresso nell'UE: il 72,5% dei lettoni andò a votare, ed il 67% di essi si dichiarò favorevole. Il 2 aprile 2004 entrò definitivamente nella NATO ed il 1º maggio, finalmente, nell'Unione europea.